# روابط اسپانیا با ایالات متحده آمریکا
در تاریخ آشفته روابط اسپانیا و آمریکا به عنوان «عشق و نفرت» یاد شده‌است. پایه این روابط با استعمار بخش‌هایی از قاره آمریکا توسط اسپانیا قبل از سال ۱۷۰۰ میلادی ایجاد شد. اسپانیایی‌ها اولین اروپاییهایی بودند که یک سکونتگاه دائمی را در قلمرو کنونی ایالات متحده ایجاد کردند. اولین سکونتگاه در قلمرو امروزی ایالات متحده سان خوان، پورتوریکو بود که در سال ۱۵۲۱ میلادی توسط کاشف اسپانیایی خوان پونس د لئون تأسیس شد. ۳۵ سال بعد، دریاسالار اسپانیایی پدرو منندز دی آویلز، شهری را تأسیس کرد که بعداً به شهر سنت آگوستین، فلوریدا اسپانیا (اولین سکونتگاه در قاره ایالات متحده) تبدیل شد، که مبدل به یک پاسگاه کوچک شد که هرگز خیلی رشد نکرد. مستعمرات دائمی‌تر و بسیار بزرگ‌تر در نیومکزیکو و کالیفرنیا، با تعداد معدودی در تگزاس و آریزونا ایجاد شدند که اولین بخش از تاریخ استعماری ایالات متحده را تشکیل می‌دهند. اسپانیا با جنگیدن با بریتانیای در طول جنگ انقلابی آمریکا، از ایالات متحده جدید پشتیبانی کرد. مادرید به‌طور ضمنی استقلال ایالات متحده را در سال ۱۷۸۳ به رسمیت شناخت. خرید فلوریدای اسپانیایی توسعه نیافته توسط ایالات متحده در سال ۱۸۲۱ مؤثر واقع شد. ایالات متحده از مستعمرات جدا شده اسپانیا حمایت دیپلماتیک کرد زیرا آنها استقلال خود را در حدود سال ۱۸۲۰ تضمین کردند. پیشنهادات دیپلماتیک آمریکا به خرید کوبا در دهه ۱۸۵۰ شکست خورد. جنگ اسپانیا و آمریکا در سال ۱۸۹۸ آغاز شد. شکست اسپانیا در این درگیری مستلزم از دست دادن آخرین مستعمرات اسپانیایی خارج از شمال آفریقا، به ویژه کوبا، پورتوریکو، گوام و فیلیپین بود.
هنگامی که جنگ داخلی اسپانیا در سال ۱۹۳۶ شروع شد، واشینگتن بی‌طرف بود و فروش اسلحه به هر دو طرف را ممنوع کرد. فروش نفت قانونی شد. کنگره با رأی تقریباً اتفاق آرا تحریم را تأیید کرد. پرزیدنت فرانکلین روزولت بی سر و صدا از دولت جمهوری‌خواه (یا "وفادار") جناح چپ پشتیبانی می‌کرد، اما فشار شدید کاتولیک‌های آمریکایی او را مجبور به حفظ سیاست بی‌طرفی کرد. اسپانیا علیرغم روابطش با آلمان نازی در جنگ جهانی دوم با دقت بی‌طرف بود.
با تعمیق جنگ سرد پس از سال ۱۹۵۰، واشینگتن راه نجاتی را برای دیکتاتوری فرانکوئیستی ایجاد کرد که شامل کمک‌های مالی و پایگاه‌های نظامی می‌شد. عضویت در ناتو در سال ۱۹۸۲ و پس از مرگ فرانسیسکو فرانکو و گذار اسپانیا به دموکراسی به دست آمد.
در حال حاضر، ایالات متحده دو پایگاه نظامی در خاک اسپانیا دارد، پایگاه هوایی مورون و پایگاه هوایی نیروی دریایی روتا. از سوی دیگر اسپانیا هیچ پایگاه نظامی در خاک آمریکا ندارد.